# Darzens-Halogenierung
Die Darzens-Halogenierung, benannt nach dem französischen Chemiker A. G. Darzens ist eine Namensreaktion aus der organischen Chemie und wurde erstmals 1911 veröffentlicht. Die Reaktion beschreibt die Synthese von Halogenkohlenwasserstoffen aus Alkoholen.

## Übersichtsreaktion
In einer SNi-Reaktion reagiert ein Alkohol mit Thionylhalogenid unter Einsatz von tertiären Aminen oder Pyridin zu einem Halogenkohlenwasserstoff:

## Reaktionsmechanismus
Der Mechanismus ist in der Literatur beschrieben und wird mit Thionylchlorid illustriert:
Der Alkohol 1 reagiert mit Thionylchlorid 2 unter Zugabe von Pyridin zur Zwischenstufe 3. Das Pyridin wird hierbei protoniert und gemeinsam mit einem Chloridion freigesetzt. Anschließende Elektronen- und Atomumlagerung in 3 liefert nach Abspaltung von Schwefeldioxid den Chlorkohlenwasserstoff (4).

## Anwendung
In einer Darzens-Halogenierung reagiert Cholesterin unter Zugabe von Thionylchlorid und Pyridin zu Cholesterinchlorid.